# アレキサンダー病
アレキサンダー病（あれきさんだーびょう、英語：Alexander disease）は、GFAP遺伝子異常によって起こる白質ジストロフィーの一種。星状膠細胞にグリア線維性酸性蛋白(GFAP)、αB-クリスタリン、熱ショック蛋白などから構成されるローゼンタル線維を認めることを特徴とする。

## 概説
GFAP遺伝子変異によって起こる疾患 （今までのところGFAP遺伝子以外の原因遺伝子は報告されていない）。発症年齢により乳児型、若年型、成人型に分類される。乳児型は頭囲拡大が見られることが多い。若年型、成人型は特徴的症状に乏しいが、頭部MRI所見で疑わしければ遺伝子解析を勧めるのが一般的。根本的治療は知られていない。

## 症状
従来は発症年齢により乳児型、若年型、成人型に分類されていたが、臨床症状およびMRI画像所見より大脳優位型(1型)、延髄・脊髄優位型(2型)、中間型(3型)とする新分類が提案されている。

### 1型
主に乳幼児期の発症で、神経学的所見としてけいれん・大頭症・精神運動発達遅滞、頭部MRI所見として前頭部優位の広範な大脳白質異常を認めることが特徴で、機能予後不良の重症例が多い。また、新生児期発症で水頭症や頭蓋内圧亢進症状がみられる症例もある。

### 2型
学童期あるいは成人期以降の発症で、神経学的所見として筋力低下・痙性麻痺・球症状、MRI所見として延髄・頚髄の信号異常あるいは萎縮を認めることが特徴で、1型に比較して進行は緩徐である場合が多い。家族内発症が多く、無症候の症例も存在する。

### 3型
1型および2型の両者の特徴を有する型。発症時期は幼児期から青年期まで幅広い。また、1型の長期生存例において2型の特徴がのちに現れることがあるが、これも本型に含める。

## 治療
2015年現在、標準治療は存在せず、対症療法としててんかんや痙性麻痺に対して抗てんかん薬および抗痙縮薬が用いられるに留まる。小児に対して骨髄移植が試みられてもいるが、良好な成績は得られていない。